# Here Comes the Judge
Here Comes the Judge – utwór amerykańskiego komika i wokalisty soulowego o pseudonimie Pigmeat Markham wydany w 1968 roku przez Chess Records. 
Utwór rozpoczyna się standardowym okrzykiem „heyeah (here) come da judge”, ukutego przez Markhama, co było jego znakiem rozpoznawczym i jest satyrą opisującą przesadną formalność sędziowską panującą w Stanach Zjednoczonych. W utworze gościnnie wystąpili piosenkarka soulowa Minnie Riperton jako wokal wspierający, która została podpisana jako Andrea Davis oraz Maurice White, perkusista zespołu Earth, Wind & Fire.
Utwór osiągnął 19. miejsce w Wielkiej Brytanii spędzając na niej osiem tygodni.
Ze względu na złożoną ilość rymów i pompatyczną treść utworu, „Here Comes the Judge” uznawany jest za prekursora muzyki hip-hop.
W tym samym czasie powstał utwór o takiej samej nazwie, autorstwa wokalisty o pseudonimie Shorty Long, później powstały inne utwory o tej samej nazwie w wykonaniu m.in. Petera Tosha czy grupy The Vapors.